# Onthophagus subtropicus
Onthophagus subtropicus es una especie de insecto del género Onthophagus, familia Scarabaeidae, orden Coleoptera.
Fue descrita científicamente por Howden & Cartwright en 1963.